# Reed Sheppard
Isaiah Reed Sheppard (London, Kentucky, 24 de junio de 2004) es un baloncestista estadounidense que pertenece a la plantilla de los Houston Rockets de la Conferencia Oeste de la NBA. Con 1,88 metros de estatura, juega en la posición de escolta. Es hijo del exjugador profesional Jeff Sheppard.

## Trayectoria deportiva

### Secundaria
Sheppard creció en London, Kentucky y asistió al North Laurel High School. Se convirtió en el escolta titular de North Laurel en su primer año y promedió 20,6 puntos por partido. Lideró el estado de Kentucky en anotaciones durante su segunda temporada después de promediar 30,1 puntos por partido en 28 partidos jugados. Fue nombrado Jugador Gatorade del Año de Kentucky en su tercera temporada después de promediar 25,5 puntos, 7,6 asistencias, 6,8 rebotes y 4,4 robos por partido. Fue seleccionado para jugar en el prestigioso McDonald's All-American Game durante su último año, en el que además fue elegido mejor jugador de high school del estado de Kentucky, tras promediar 22,5 puntos, 8,5 asistencias y 8,4 rebotes por partido. Terminó su carrera en la escuela secundaria con 3.727 puntos, 1.214 asistencias y 1.050 rebotes.

### Universidad
Jugó una temporada con los Wildcats de la Universidad de Kentucky, en la que promedió 12,5 puntos, 4,4 rebotes y 4,5 asistencias y 2,5 robos de balón por partido. Al finalizar la temporada fue elegido por los entrenadores rookie del año de la Southeastern Conference, así como Freshman del Año de la NABC y Freshman del Año de la USBWA.

#### Estadísticas
| Año     | Equipo   | PJ | PT | MPP  | %TC  | %3P  | %TL  | RPP | APP | ROB | TPP | PPP  |
| ------- | -------- | -- | -- | ---- | ---- | ---- | ---- | --- | --- | --- | --- | ---- |
| 2023–24 | Kentucky | 33 | 5  | 28.9 | .536 | .521 | .831 | 4.1 | 4.5 | 2.5 | 0.7 | 12.5 |
| Total   | Total    | 33 | 5  | 28.9 | .536 | .521 | .831 | 4.1 | 4.5 | 2.5 | 0.7 | 12.5 |

### Profesional
Fue elegido en la tercera posición del Draft de la NBA de 2024 por los Houston Rockets, equipo con el que firmó contrato el 3 de julio. Hizo su debut en la NBA el 23 de octubre, en un partido ante Charlotte Hornets, anotando cuatro puntos. El 6 de enero de 2025 fue asignado a los Rio Grande Valley Vipers de la G League. En su debut en la liga de desarrollo consiguió 49 puntos, 6 rebotes y 5 asistencias con ocho triples convertidos, en una derrota ante los Oklahoma City Blue.

## Estadísticas de su carrera en la NBA

### Temporada regular
| Año     | Equipo  | PJ | PT | MPP  | %TC  | %3P  | %TL  | RPP | APP | ROB | TPP | PPP |
| ------- | ------- | -- | -- | ---- | ---- | ---- | ---- | --- | --- | --- | --- | --- |
| 2024-25 | Houston | 51 | 3  | 12.5 | .357 | .343 | .813 | 1.5 | 1.3 | .7  | .3  | 4.5 |
| Total   | Total   | 51 | 3  | 12.5 | .357 | .343 | .813 | 1.5 | 1.3 | .7  | .3  | 4.5 |